# Ken Roche
Ken Roche (eigentlich Kenneth James Roche; * 24. Oktober 1941) ist ein ehemaliger australischer Hürdenläufer und Sprinter.
1962 siegte er bei den British Empire and Commonwealth Games in Perth über 440 Yards Hürden. Über 440 Yards und in der 4-mal-440-Yards-Staffel wurde er jeweils Vierter.
Bei den Olympischen Spielen 1964 erreichte er über 400 m Hürden das Halbfinale und über 400 m das Viertelfinale. In der 4-mal-400-Meter-Staffel schied er im Vorlauf aus.
1966 verteidigte er bei den British Empire and Commonwealth Games in Kingston seinen Titel über 440 Yards Hürden und kam mit der australischen 4-mal-440-Yards-Stafette auf den fünften Platz.
Dreimal wurde er Australischer Meister über 440 Yards (1962–1964) und zweimal über 440 Yards Hürden (1962, 1963).
Seine Tochter Danni Roche gewann 1996 olympisches Gold mit der australischen Hockeynationalmannschaft.

## Persönliche Bestzeiten
- 400 m: 46,5 s, 1. Februar 1964, Sydney
- 400 m Hürden: 50,1 s, 27. März 1966, Perth